# Tetraponera emeryi
Tetraponera emeryi är en myrart som först beskrevs av Auguste-Henri Forel 1911.  Tetraponera emeryi ingår i släktet Tetraponera och familjen myror. Inga underarter finns listade i Catalogue of Life.